# Garnet Exelby
Garnet Exelby, född 16 augusti 1981, är en kanadensisk före detta professionell ishockeyspelare. Han representerade Toronto Maple Leafs och Atlanta Trashers NHL.